# Shadanand
Shadanand (Nepali षडानन्द) ist eine Stadt (Munizipalität) im Osten Nepals im Distrikt Bhojpur.
Die Stadt wurde nach Bala Guru Shadanand benannt. Die Stadt entstand Ende 2014 durch Zusammenlegung der Village Development Committees Keurepani, Khartimchha, Kimalung, Mulpani und Tunggochha. Shadanand liegt 25 km nordnordöstlich der Distrikthauptstadt Bhojpur. Der Arun strömt östlich von Shadanand nach Süden. Das Stadtgebiet umfasst 101,5 km².

## Einwohner
Bei der Volkszählung 2011 hatten die VDCs, aus welchen die Stadt Shadanand entstand, 13.272 Einwohner (davon 6292 männlich) in 2849 Haushalten.